# Altopedaliodes privigna
Altopedaliodes privigna är en fjärilsart som beskrevs av Otto Thieme 1905. Altopedaliodes privigna ingår i släktet Altopedaliodes och familjen praktfjärilar. Inga underarter finns listade i Catalogue of Life.